# Konflikt im Ostsudan

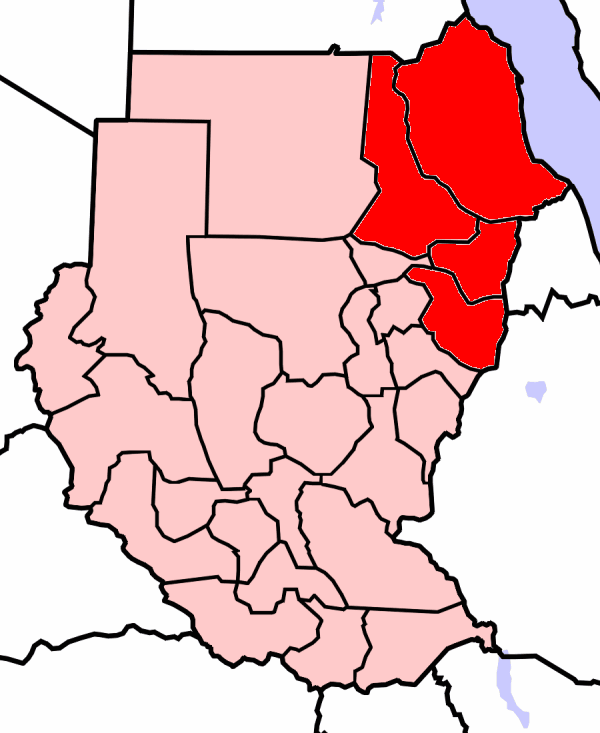
Lage der Bundesstaaten im Sudan, die zum Ostsudan zählen

Als Konflikt im Ostsudan werden die seit den 1990er Jahren bestehenden Spannungen zwischen den lokalen Ethnien im Osten des Sudan und der Regierung in Khartum bezeichnet. Mit den Mitte 2006 unterzeichneten Friedensabkommen zwischen Rebellen und Regierung ist der Konflikt gegenwärtig beigelegt.
Zum Osten des Sudan gehören die Bundesstaaten al-Bahr al-ahmar, al-Qadarif, Kassala und Nahr an-Nil.

## Ursachen
Der hauptsächlich von Bedscha und Rashaida bewohnte Osten des Sudan ist eine arme, unterentwickelte und immer wieder von Dürre und Hunger geplagte Region. Trotz der reichen Vorkommen von Gold und Eisenerz, unter anderem in den Dschibal al-Bahr al-ahmar, die auch abgebaut werden, hat sich an dieser Situation nicht viel geändert. Deshalb fühlen sich viele Bedscha und Rashaida von der Zentralregierung in Khartum marginalisiert und unterdrückt.

## Verlauf
1957 wurde von Bedscha-Intellektuellen unter der Führung von Dr. Taha Osman Bileya die Organisation Beja Congress gegründet, die sich für mehr regionale Autonomie für die Bedscha einsetzt und Teil des oppositionellen Bündnisses Nationale Demokratische Allianz (NDA) ist. In den 1990er Jahren begann der Beja Congress als Reaktion auf verstärkte Repressionen durch die Regierung einen bewaffneten Kampf. Immer wieder wurden Regierungseinrichtungen wie etwa die strategisch wichtige Erdöl-Pipeline, die durch Bedscha-Gebiet zum Roten Meer führt, angegriffen. Zentrum der Aufstandsbewegung war das Gebiet um die Kleinstadt Hamesh Koreb in der Kassala-Provinz nahe der eritreischen Grenze.
Als 2005 ein Friedensabkommen zwischen der Regierung und den Rebellen der Sudanesischen Volksbefreiungsarmee (SPLA) den Sezessionskrieg im Südsudan beendete und dem Südsudan Autonomie und eventuell die Unabhängigkeit in Aussicht stellte, nährte dies auch in anderen Landesteilen die Hoffnungen auf mehr Regionalautonomie. Im Westen des Sudan brach der Darfur-Konflikt offen aus. Der Beja Congress verbündete sich mit der Rebellenorganisation SLA in Darfur. Beja Congress, die Rashaida-Organisation Free Lions und die JEM in Darfur schlossen sich zur „Eastern Front“ zusammen. Zeitgleich mit dem Ausbruch des Darfur-Konflikts verschärften sich auch im Ostsudan die Attacken auf Regierungseinrichtungen. Eine offene Eskalation des schwelenden Konfliktes im Ostsudan wurde befürchtet, blieb jedoch zunächst aus.

### Friedensverhandlungen und -abkommen
Anfang 2006 begannen in Asmara im angrenzenden Eritrea Friedensverhandlungen zwischen der Regierung und den Rebellen des Ostsudan. Dabei wurde am 26. Juni 2006 ein Waffenstillstands-Abkommen unterzeichnet, nachdem wenige Tage zuvor die letzten Kämpfer der SPLA abgezogen waren. Auch einigte man sich auf einen Entwicklungsplan für die Region; ein Fonds soll Bildung, Gesundheit und den Zugang zu Trinkwasser im Ostsudan fördern. Ferner wurden Verträge zur Sicherheit und zur Aufteilung von Macht und Wohlstand geschlossen und am 14. Oktober 2006 wurde ein Friedensvertrag unterzeichnet.
Im Mai 2007 wurde entsprechend den Vereinbarungen der Eastern-Front-Führer Musa Mohammed Ahmed zum Assistenten von Präsident Omar al-Baschir ernannt, der ehemalige Vizepräsident der Organisation wurde Präsidentenberater und ein weiterer Vertreter erhielt das Amt des Staatssekretärs für Transport. Die Eastern Front kündigte ihre Demobilisierung für den 1. Juni an.

### Zum Konflikt allgemein
- Suliman Salih Dirar vom Beja Congress zum Konflikt (englisch)
- www.globalsecurity.org zum Beja Congress (englisch)